# لي جي (لاعبة كرة قدم)
لي جي (بالصينية: 李洁) هي لاعبة كرة قدم صينية، ولدت في 8 يوليو 1979.

## وصلات خارجية
- لي جي على موقع الاتحاد الدولي (مؤرشف)  (الإنجليزية)
- لي جي على موقع قاعدة بيانات كرة القدم.إي يو (الإنجليزية)
- لي جي على موقع أوليمبيديا (الإنجليزية)
- لي جي على موقع اللجنة الأولمبية الصينية (الإنجليزية)